# Seiala

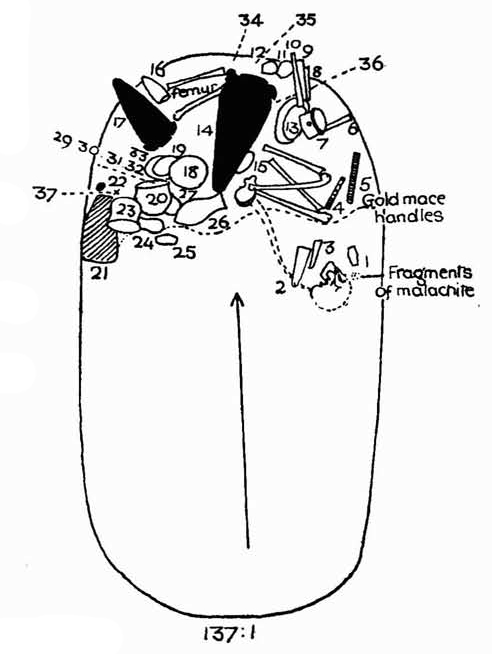
Tomba de Seiala.

Seiala (Seyala o Sayala) és un jaciment arqueològic important de Núbia (actualment al sud d'Egipte) on s'han descobert nombrosos objectes dels períodes Naqada II i Naqada III. Està uns 150 km al nord de Qustul.
A Sayala hi havia el temple de roca més antic, un santuari de cova de roca del període del grup A, que es remunta al 3700-3250 aC a Núbia. està datat. Els temples rupestres egipcis (Speos) tenen les seves arrels aquí.